# Terje Kojedal
Terje Kojedal (født 16. august 1957 i Røros, Norge) er en tidligere norsk fodboldspiller, der spillede som midterforsvarer. Han var på klubplan tilknyttet Ham-Kam i hjemlandet, samt franske FC Mulhouse og Valenciennes FC. Han spillede desuden, mellem 1981 og 1989 66 kampe og scorede ét mål for det norske landshold. Han var med på det norske hold ved OL i 1984 i Los Angeles.